# 濵本建
濵本 建（はまもと けん、2002年11月24日 - ）は、福岡県のプロ野球選手（投手）。右投右打。くふうハヤテベンチャーズ静岡所属。

## 経歴
福岡県立八幡南高等学校では2年秋よりエースとして出場した。1学年上に武内夏暉がいた。
九州産業大学では出場機会を得られなかった。
前年よりウエスタン・リーグに参入したくふうハヤテベンチャーズ静岡のトライアウトに参加し、2024年12月16日に入団が発表された。背番号は22。